# الدوري الشمالي لكرة القدم 1953–54
الدوري الشمالي لكرة القدم 1953–54 (بالإنجليزية: 1953–54 Northern Football League)‏ هو موسم من الدوري الشمالي لكرة القدم ‏. فاز فيه بيشوب أوكلاند ‏.